# Campeonato Mundial de Balonmano Masculino de 2027
El XXX Campeonato Mundial de Balonmano Masculino se celebrará en Alemania entre el 13 y el 31 de enero de 2027 bajo la organización de la Federación Internacional de Balonmano (IHF) y la Federación Alemana de Balonmano.

## Clasificación
| Competición                            | Fecha                              | Sede                          | Plazas | Equipos clasificados |
| -------------------------------------- | ---------------------------------- | ----------------------------- | ------ | -------------------- |
| País anfitrión                         | –                                  | –                             | 1      | Alemania             |
| Campeonato Mundial                     | 14 de enero – 2 de febrero de 2025 | Croacia · Dinamarca · Noruega | 1      | Dinamarca            |
| Campeonato Africano                    | Enero de 2026                      | Ruanda                        | 3      |                      |
| Campeonato Europeo                     | 15 de enero – 1 de febrero de 2026 | Dinamarca · Noruega · Suecia  | 3      |                      |
| Campeonato Asiático                    | Enero de 2026                      | Por determinar                | 3      |                      |
| Proceso europeo de clasificación       | 2025 – 2026                        | –                             | 9      |                      |
| Campeonato Centro y Sudamericano       | 2026                               | Por determinar                | 3      |                      |
| Campeonato Norteamericano y del Caribe | 2026                               | Por determinar                | 3      |                      |
| Invitación                             | –                                  | –                             | 1 o 2  | Estados Unidos       |
| TOTAL                                  |                                    |                               | 32     | 3                    |

## Sedes
| Foto | Ciudad     | Instalación     | Capacidad |
| ---- | ---------- | --------------- | --------- |
|      | Múnich     | SAP Garden      | 11 000    |
|      | Stuttgart  | Porsche-Arena   | 6200      |
|      | Magdeburgo | GETEC Arena     | 6500      |
|      | Kiel       | Wunderino Arena | 10 250    |
|      | Hannover   | ZAG-Arena       | 10 000    |
|      | Colonia    | Lanxess Arena   | 19 250    |